# Poeldijkstraat

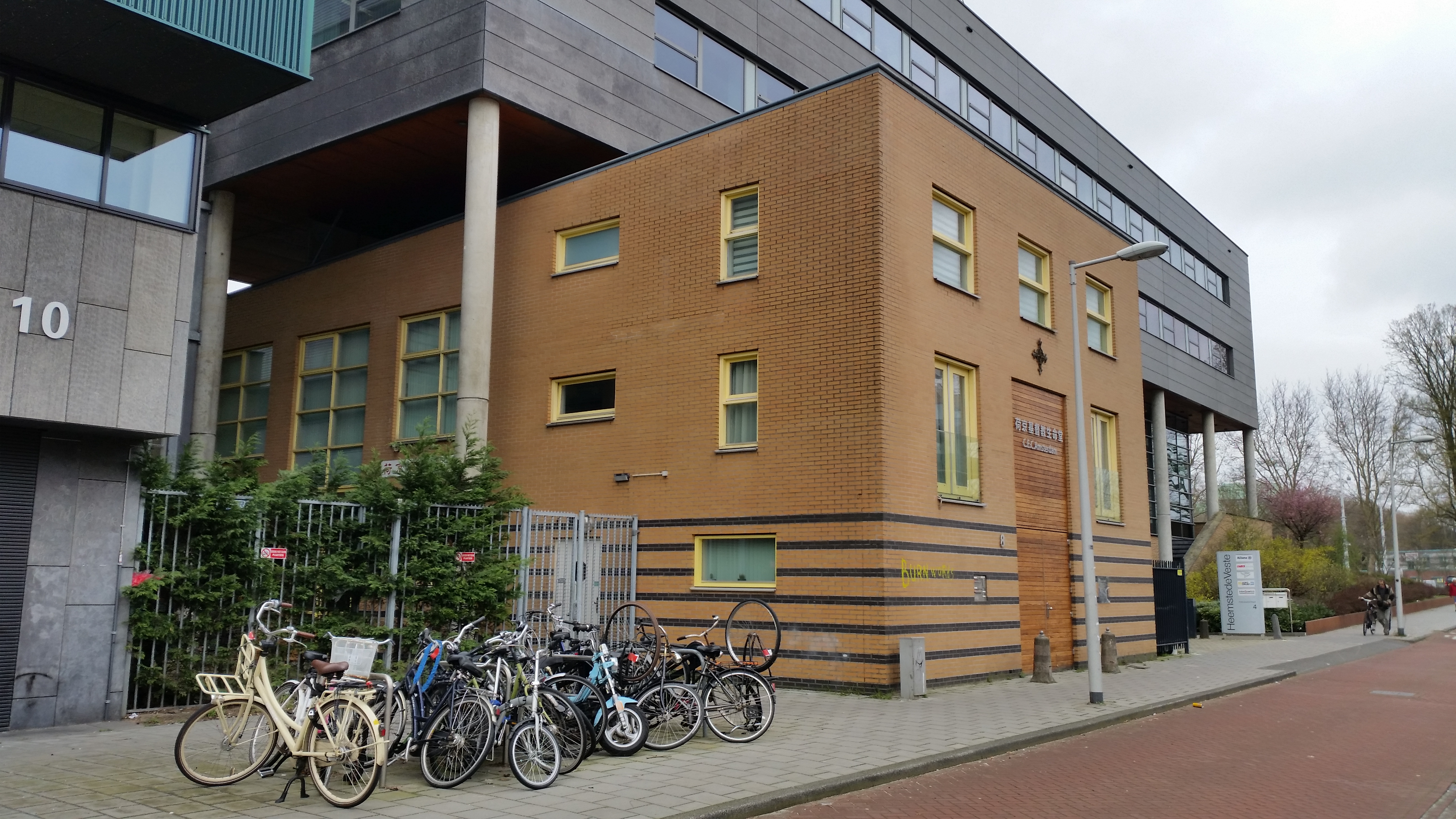
Johannes de Doperkerk (maart 2019)

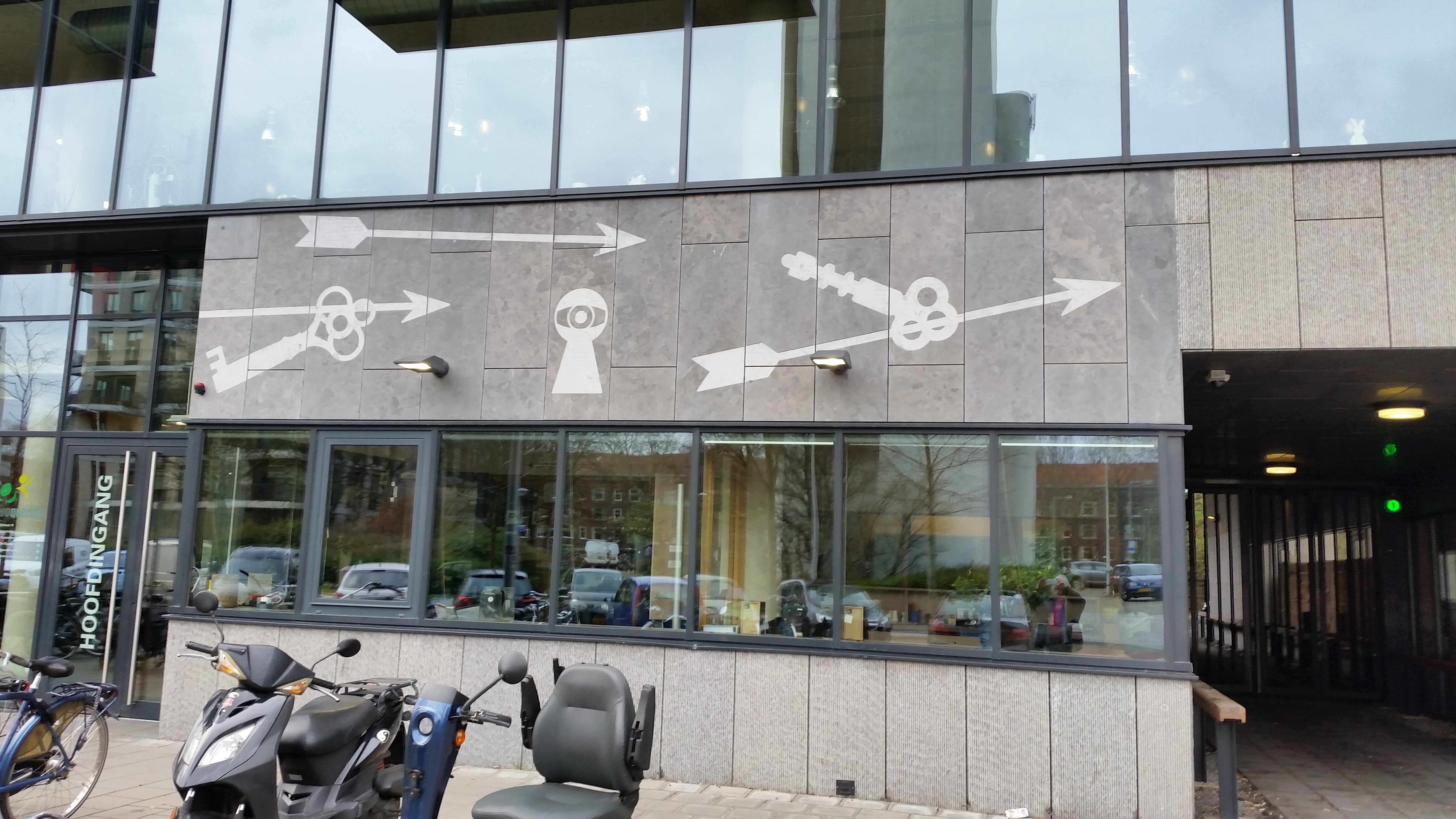
Portiersloge met kunst op nr. 10 HVO Querido (maart 2019)

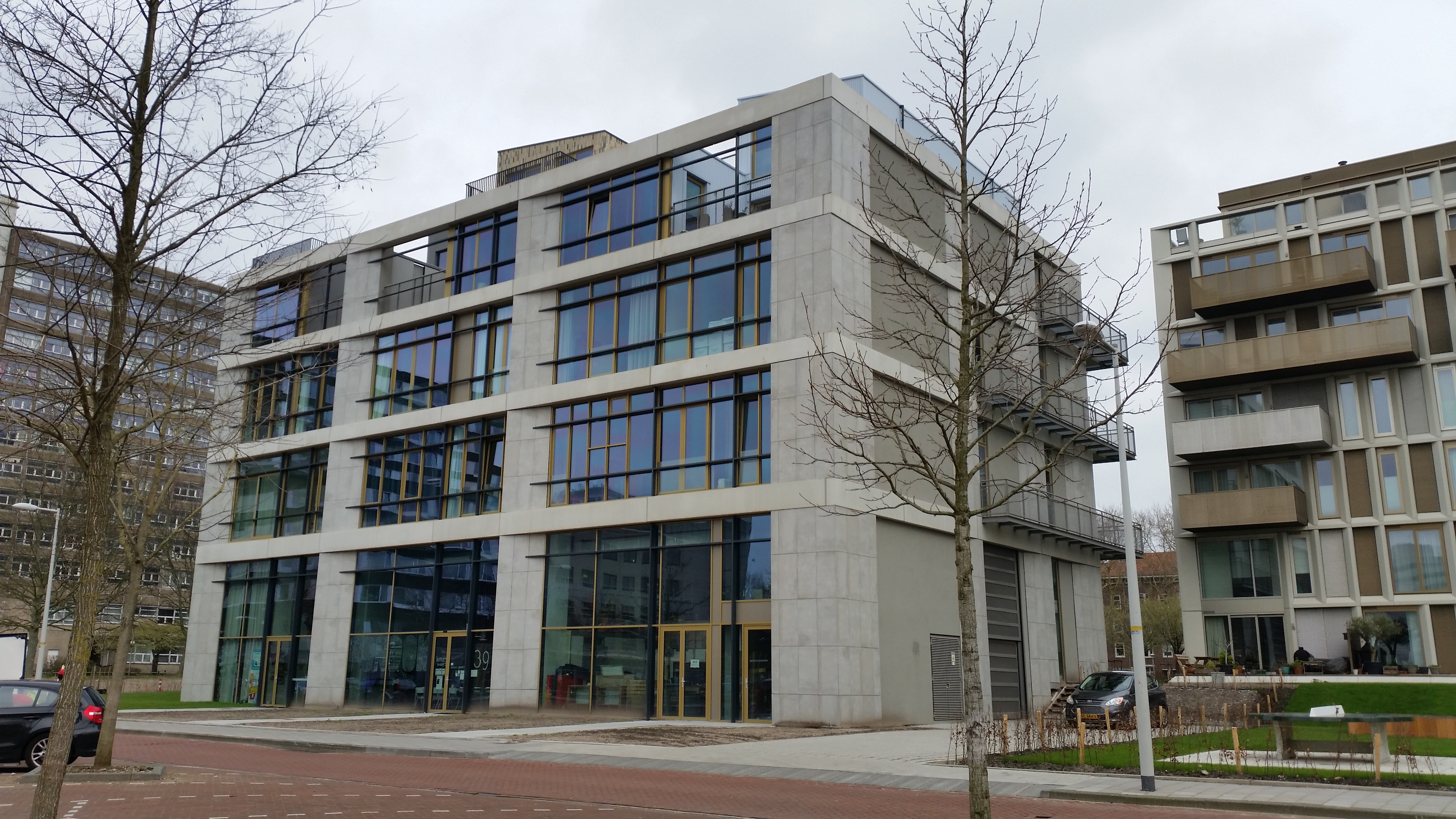
Gebouw Pondok (maart 2019)

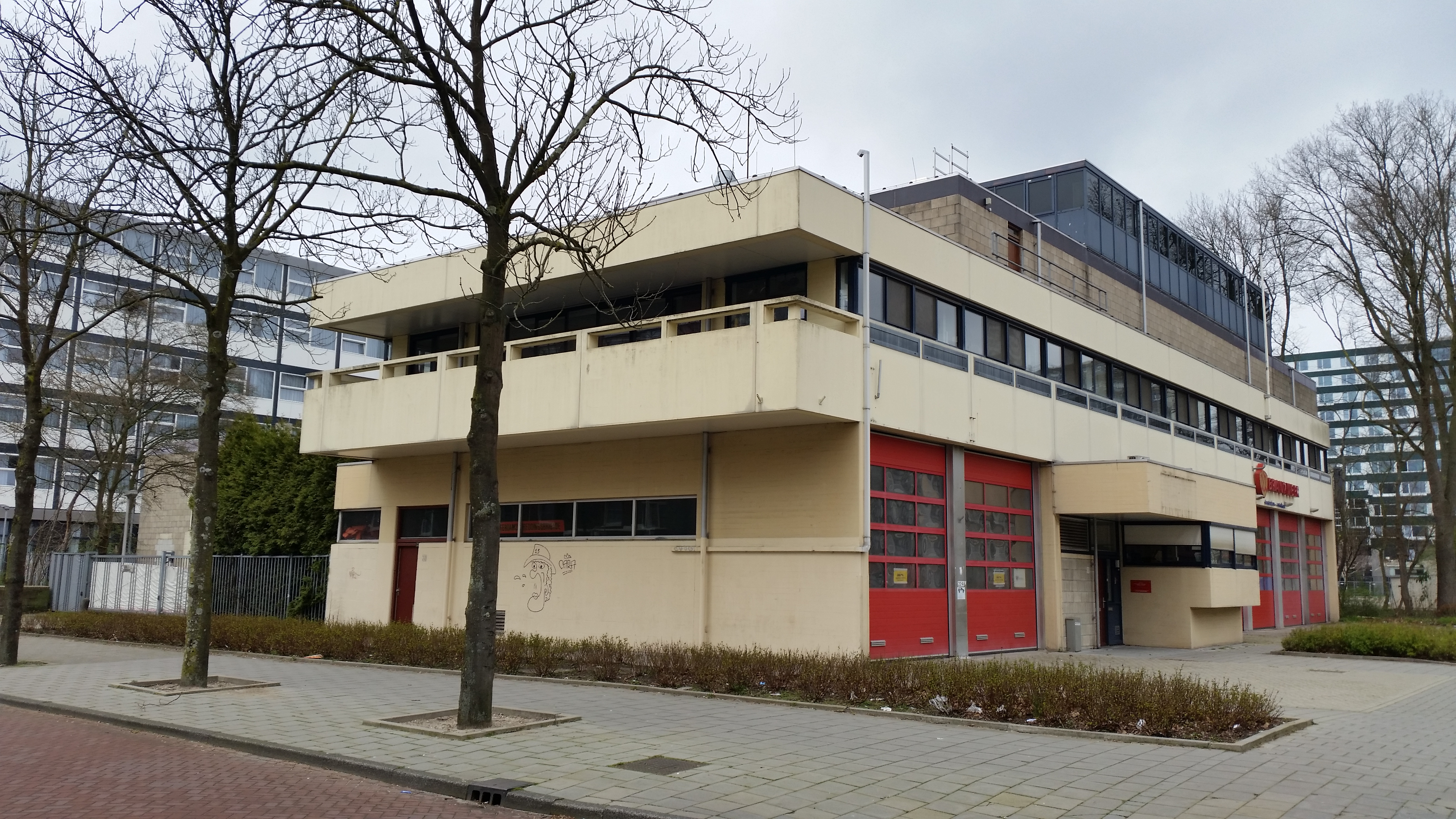
Brandweerkazerne op nr. 20 (maart 2019)

De Poeldijkstraat is een straat in de wijk Westlandgracht in Slotervaart in Amsterdam Nieuw-West.

## Geschiedenis en ligging
De straat kreeg per raadsbesluit van 1 april 1959 haar naam, een vernoeming naar het kerkdorp Poeldijk in het Westland. Meerdere straten in de omgeving zijn vernoemd naar plaatsen in Zuid-Holland.
De straat begint als zijstraat van de Heemstedestraat, loopt zuidwaarts en eindigt op de Voorburgstraat. Ze kruist ongeveer halverwege de Rijswijkstraat. Eind jaren negentig werd een stukje aan het begin van de Poeldijk afgesneden en ingericht als De Lierhof, vernoemd naar De Lier.

## Gebouwen
De straat werd de eerste tien jaar alleen stevig bebouwd op het terrein tussen de straat en de Westlandgracht. De westelijke kant werd grotendeels vrijgehouden (vermoedelijk werden er noodscholen opgezet), daar werd later gebouwd aan Rijksweg 10, onderdeel Ringweg-West. Op een foto uit 1968 is te zien dat het beeld dan grotendeels bepaald werd door de Jan de Doperkerk uit 1963 en twee nog in aanbouw zijnde flats voor alleenstaanden. Alle drie de gebouwen kwamen van de tekentafel van architect Lau Peters, aan de kerk werkte ook Gerard Holt mee. De straat kreeg geen enkel gemeentelijk monument of rijksmonument toegewezen. Aan het eind van de straat ligt met een adres aan de Voorburgstraat een creatie van Arthur Staal, een koninkrijkszaal uit 1965 van Jehova's getuigen.

### Poeldijkstraat 4, 8
De kerk haalde de 21e eeuw niet, ze werd in 1998 gesloopt om plaats te maken voor woontorens van De Lierhof. De kerk had toen al aan de overzijde nieuwbouw. Op Poeldijkstraat 8 werd in eerste instantie een nieuw vrijstaand kerkgebouw neergezet voor de Johannes de Doper-geloofsgemeenschap. Al spoedig kwam er een kantoorgebouw dat deels over de kerk is gebouwd. In het kantoor is in 2019 al enige tijd Allianz Global Assistance gevestigd.

### Poeldijkstraat 10
Vanaf 2009 tot 2011 werd er op Poeldijkstraat 10 ter vervanging van "oudbouw" gebouwd aan een opvangcentrum voor daklozen en psychiatrische patiënten. Het ontwerp van architectenbureau Heren 5 bracht onderdak aan een tehuis voor passanten, een aantal groepswoningen, een internaat en een aantal zelfstandige woningen; er was tevens de mogelijkheid tot begeleiding tot zelfstandig wonen. Begeleiding vindt plaats door HVO Querido; eigenaar is Stadgenoot. Het uit beton opgetrokken gebouw is aangepast aan haar omgeving. Aan de Poeldijkstraat rijst boven een grijze natuurstenen plint een stuk laagbouw, dat richting de Rijksweg 10 overgaat in een torenflat. De buitenwanden zijn bekleed met aluminium in de kleuren blauw en groen. De architect wilde met het gebouw een verbintenis leggen tussen het individu en het collectief van de bouw. De plint werd later voorzien van reliëfs van kunstenaar Frederik Molenschot, die de "sleutel tot geluk" wilde weergeven. Het kunstwerk kreeg een zusje in de Muurschildering Rijswijkstraatbrug.

### Poeldijkstraat 13-253
Deze veertig meter hoge flat van Lau Peters (de andere kreeg adressen aan de Voorburgstraat 2-242) werd gebouwd voor oudere alleenstaanden en echtparen. In 1966 besloot de gemeente Amsterdam de grond ter beschikking te stellen voor een twaalf verdiepingen hoge flat waarin plaats was voor 93 alleenstaanden en 23 echtparen. De bewoners zouden zelfstandig wonen, maar wel gebruik kunnen maken van voorzieningen zoals een dienstencentrum, centrale keuken etc. Het droeg enige tijde de naam Mr. August Povelhuis. Het gebouw stond in 2008 op de lijst van Top 100 Jonge Monumenten (naoorlogse architectuur en stedenbouw), om te onderzoeken of het gebouw tot gemeentelijk monument verklaard kon worden, dit ter voorkoming van mogelijke wijzigingen of sloop. Die status kreeg het echter niet, maar het gebouw werd ook niet gesloopt (gegevens april 2019).

### Pondok
In 2018 kwam gereed het gebouw Pondok. Het is gebouwd voor het Collectief Particulier Opdrachtgeverschap. Dat is een vereniging van zelfbouwers die voortkwam uit de Amsterdamse kraakwereld. Die wilde een gebouw dat duurzaam is, betaalbaar en ook nog maatschappelijke betrokkenheid geeft. Architect Tom Jonker kwam met een gebouw, dat op de begane grond allerlei bedrijfjes huisvest ten behoeve van het collectief zoals een dansschool, ruimten om werkervaring op te doen en een meditatieruimte. Daarboven zijn de woningen gesitueerd, elke woning heeft een eigen indeling naar de wensen van de bewoner. Duurzaamheid wordt bereikt door bijvoorbeeld zonnepanelen en een collectief warmte net, maar ook hergebruik van douchewater, moestuinen en een boomgaardje. Het ontwerp werd genomineerd voor de Amsterdamse Architectuur Prijs 2019, maar kreeg die uiteindelijk niet; Hotel Jakarta sleepte de prijs in de wacht.

### Brandweerkazerne
Op nummer 20 met tevens een ingang aan de Voorburgstraat is Brandweerkazerne Pieter gevestigd. Het dateert uit 1970/1971 en was lange tijd de modernste brandweerkazerne. De P van Pieter is afkomstig van de Poelwijkstraat. Het is deels een voortzetting van de Brandweerkazerne G aan de Nicolaas Beetsstraat, die plaats moest maken voor uitbreidingen van het Wilhelmina Gasthuis (G van Gasthuis). Het ontwerp kwam van de architect G. A. van de Paardt van de Dienst der Publieke Werken. Het gebouw valt op door haar metershoge brandslangenwasserij/drogerij.